# 导火索

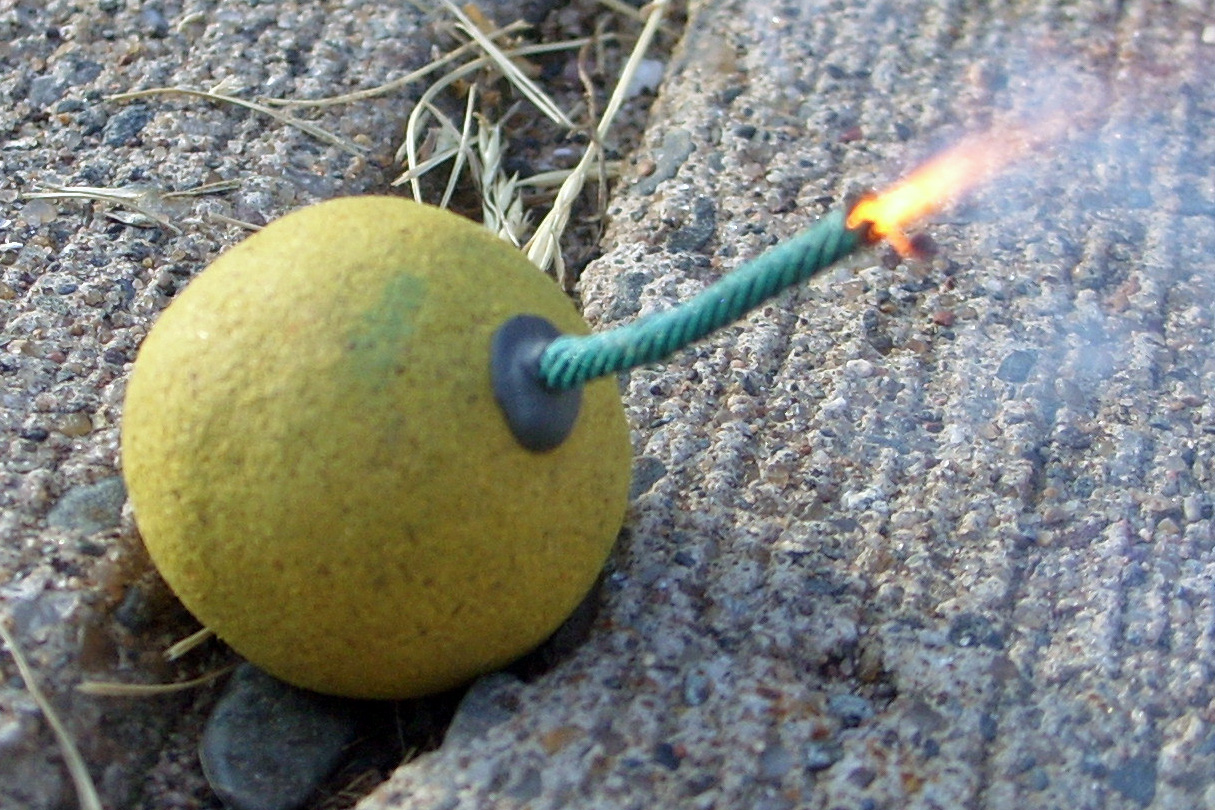
导火索被点燃的烟雾炸弹

导火索，又称导火线或導爆索，是一种用于引爆或引燃爆炸物、烟火装置或军用弹药的一种绳索。导火索被普遍运用于点燃烟火、模型火炮、火绳枪、一些简易爆炸装置和许多形式的烟花中，在现代也经常用于采矿和军事行动，以在爆炸物被点燃之前提供时间延迟。有时导火索会被用于引爆炸药雷管，从而启动爆炸性连锁反应以引爆更大更稳定的主装药。通常军用导火索为绿色或者是黑色，而民用和商用导火索则一般是荧光橙色。